# Gina Swainson
Gina Ann Cassandra Swainson (Bermudas, 6 de junho de 1958) é uma rainha da beleza das Bermudas que venceu o Miss Mundo 1979.
Ela foi a primeira e única, até janeiro de 2020, a ter vencido este concurso. 

## Biografia
Gina nasceu e cresceu em St. George's, onde brincava com as crianças da vizinhança e com os irmãos Donna e John.

## Participação em concursos de beleza

### Miss Bermuda
Representando St George's, Gina venceu o Miss Bermuda em março de 1979.

### Miss Universo 1979
Em julho, no Miss Universo 1979, Gina ficou em segundo lugar, atrás apenas da venezuelana Maritza Sayalero.

### Miss Mundo 1979
Aos 21 anos de idade, no concurso realizado no Royal Albert Hall em Londres, Gina derrotou outras 69 candidatas e levou a coroa no dia 15 de novembro de 1979. Como prêmio, recebeu 10.750 libras em dinheiro e um contrato de trabalho no valor de outras 32.250 libras.
Após vencer, além de dizer que se sentia muito honrada e que achava que não teria chance, ligou para a mãe, que estava hospitalizada à espera de uma cirurgia. 
O dia em que voltou a seu país foi declarado como o "Dia Gina Swainson" (Gina Swainson Day) e em sua cidade natal, como em Hamilton, houve desfiles em sua honra. Em sua homenagem, também, o governo mandou imprimir uma coleção de selos. Segundo o Bermuda Real, "no dia 08 de maio de 1980, Gina se tornou a primeira bermudense a ter sua imagem impressa num selo em seu país".

## Vida após os concursos
Nas Bermudas, no início dos anos 1990, casou-se com Peter Jovetic. Atualmente o casal vive em em Surrey, Inglaterra.

### Homenagem pelos 40 anos de sua coroação
Em novembro de 2019, nas Bermudas, Gina foi homenageada ao dar nome a uma rua em sua cidade-natal, "Ela nos colocou no topo", escreveu o jornal The Royal Gazette então. Por sua vez, Gina disse: "Minha vitória há 40 anos atrás foi muito especial e eu me sentiria honrada de ter uma lembrança permanente do meu triunfo".